# Sæd (bebyggelse)
 For alternative betydninger, se Sæd (flertydig). (Se også artikler, som begynder med Sæd)
Sæd er en lille landsby i Sønderjylland lidt nord for grænsen til Tyskland med 181 indbyggere (pr. 2007) . Sæd findes ved Primærrute 11, omkring 2 km sydøst for Tønder og 1 km nord for den dansk-tyske grænse. Den er beliggende i Ubjerg Sogn i Tønder Kommune og tilhører Region Syddanmark.